# San Martín Texmelucan de Labastida
San Martín Texmelucan de Labastida – miasto w Meksyku, w stanie Puebla.